# 東京国税局
東京国税局（とうきょうこくぜいきょく）は、東京都中央区にある国税庁の地方支分部局であり、東京都、千葉県、神奈川県、山梨県の1都3県を管轄している。
2015年（平成27年）5月7日、千代田区の大手町合同庁舎より移転した。

## 組織
- 局長
  - 総務部
    - 部長
      - 次長、総務課、国税広報広聴室、税理士監理官、人事第一課、人事調査官、人事第二課、考査課、会計課、営繕監理官、企画課、厚生課、事務管理第一課、事務管理第一課、事務管理第二課、事務管理第三課、情報処理第1部門〜情報処理第9部門、税務相談室、納税者支援調整官

  - 課税第一部
    - 部長
      - 次長、課税総括課、統括国税実査官（資料情報）、統括国税実査官（情報）、統括国税実査官（国際）、統括国税実査官（電商）、企画調整官、審理課、審理官、個人課税課、資産課税課、機動課、資産評価官、資料調査第一課、資料調査第二課、資料調査第三課、資料調査第四課、国税訟務官室

  - 課税第二部
    - 部長
      - 次長、法人課税課、統括国税実査官、消費税課、調査第1部門（諸税）、調査第2部門（諸税）資料調査第一課、資料調査第二課、資料調査第三課
      - 酒類監理官、酒税課、酒類業調整官、調査部門（酒税）、鑑定官室、鑑定官鑑定指導室

  - 徴収部 
    - 部長
      - 次長、管理運営課、納税管理者、徴収課、国税訟務官室、機動課、特別整理総括第一課、特別整理総括第二課、特別国税徴収官、特別整理第1部門〜特別整理第10部門、

  - 調査第一部
    - 部長
      - 次長、調査管理課、広域情報管理課、調査部門、調査総括課、調査審理課、主任国際調査審理官、調査開発課
      - 国際監理官、国際調査課、主任国際税務専門官、特別国税調査官、外国法人調査第1部門〜外国法人調査第3部門、国際情報第一課、特別国税調査官、国際情報第1部門〜国際情報第3部門、国際情報第二課、主任国際情報審理官
      - 次長、調査総括課、特別国税調査官

  - 調査第二部
    - 部長
      - 次長、調査総括課、調査第1部門〜調査第16部門

  - 調査第三部
    - 部長
      - 次長、調査総括課、調査第21部門〜調査第36部門

  - 調査第四部
    - 部長
      - 次長、調査総括課、調査第41部門〜調査第56部門

  - 査察部
    - 部長
      - 次長、査察管理課、査察総括第一課、査察総括第二課、査察広域課、資料情報課、査察審理課、主任査察審理官、査察開発課、査察国際課、特別国税査察官、査察第1部門〜査察第17部門、査察第21部門〜査察第36部門
- 税務署（84署）

### 歴代東京国税局長
東京国税局長は税務大学校長、大阪国税局長とともに指定職3号俸の役職である。財務省大臣官房総括審議官、財務省の外局である国税庁次長と同様である。
| 氏名        | 出身校        | 在任期間                      | 前職                                  | 後職             |
| ----------- | ------------- | ----------------------------- | ------------------------------------- | ---------------- |
| 荒井 英夫   | 東京大学 経済 | 2009年7月14日 - 2011年7月11日 | 国税庁課税部長                        | 税務大学校長     |
| 杉江 潤     | 東京大学 法   | 2011年7月12日 - 2012年8月21日 | 国税庁長官官房審議官（国際担当）      | 大臣官房付・退職 |
| 道盛 大志郎 | 東京大学 法   | 2012年8月22日 - 2013年6月27日 | 大臣官房付                            | 税務大学校長     |
| 西村 善嗣   | 京都大学 法   | 2013年6月28日 - 2014年7月3日  | 国税庁次長                            | 退職             |
| 藤田 利彦   | 東京大学 法   | 2014年7月4日 - 2015年9月30日  | 国税庁次長                            | 大臣官房付・退職 |
| 池田 篤彦   | 東京大学 法   | 2015年10月1日 - 2016年6月16日 | 大臣官房付                            |                  |
| 岡田 則之   | 京都大学 法   | 2016年6月17日 - 2017年7月6日  | 大阪国税局長                          |                  |
| 藤田 博一   | 京都大学 法   | 2017年7月7日 - 2018年7月26日  | 大阪国税局長                          |                  |
| 藤城 眞     | 東京大学 教養 | 2018年7月27日 - 2019年7月4日  | 東京税関長                            |                  |
| 美並 義人   | 東京大学 法   | 2019年7月5日 - 2021年7月7日   | 会計センター所長 財務総合政策研究所長 | 退職             |
| 市川 健太   | 東京大学法    | 2021年7月8日 -                | 大臣官房付                            |                  |

#### 歴代東京国税局総務部長
| 氏名      | 出身校      | 在任期間            | 前職 | 後職                   |
| --------- | ----------- | ------------------- | --- | ---------------------- |
| 深澤 良光 | 東京大学 法 | 2017年7月-2018年7月 | 理財局計画官 | 国税庁長官官房企画課長 |
| 中山 隆介 | 東京大学 法 | 2018年7月-2019年7月 | 大臣官房付 内閣官房内閣参事官（内閣官房副長官補付） 内閣官房行政改革推進本部事務局参事官 内閣官房観光戦略実行推進室参事官 | 宮内庁長官官房主計課長 |
| 中田 和幸 | 東京大学 法 | 2019年7月-2020年7月 | 外務省在カナダ日本国大使館参事官                                                                                          | 大臣官房付             |
| 西川 健士 |             | 2020年7月-          | 東京国税局調査第一部長 |                        |

国税専門官採用実績大学としては、国立大学は旧帝国大学等、私立大学は早慶等となっている。

## 管内税務署

### 東京都

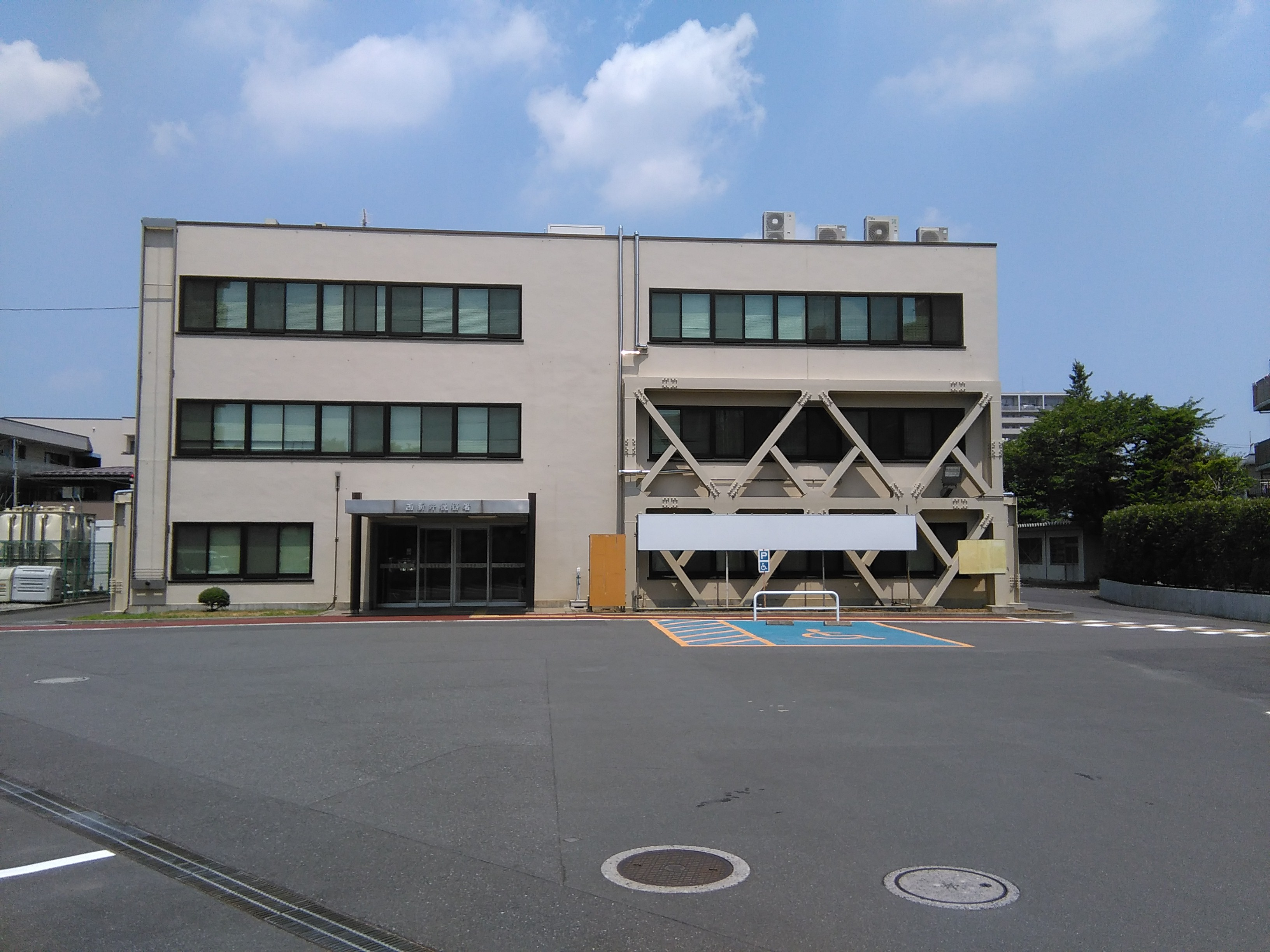
西新井税務署

- 麹町税務署（千代田区）
- 神田税務署（千代田区）
- 日本橋税務署（中央区）
- 京橋税務署（中央区）
- 芝税務署（港区）
- 麻布税務署（港区）
- 四谷税務署（新宿区）
- 新宿税務署（新宿区）
- 小石川税務署（文京区）
- 本郷税務署（文京区）
- 東京上野税務署（台東区）
- 浅草税務署（台東区）

- 本所税務署（墨田区）
- 向島税務署（墨田区）
- 江東西税務署（江東区）
- 江東東税務署（江東区）
- 品川税務署（品川区）[3]
- 荏原税務署（品川区）

- 目黒税務署（目黒区）
- 大森税務署（大田区）
- 雪谷税務署（大田区）
- 蒲田税務署（大田区）
- 世田谷税務署（世田谷区）
- 北沢税務署（世田谷区）

- 玉川税務署（世田谷区）
- 渋谷税務署（渋谷区）
- 中野税務署（中野区）
- 杉並税務署（杉並区）
- 荻窪税務署（杉並区）
- 豊島税務署（豊島区）
- 王子税務署（北区）
- 荒川税務署（荒川区）
- 板橋税務署（板橋区）
- 練馬東税務署（練馬区）
- 練馬西税務署（練馬区）
- 足立税務署（足立区）

- 西新井税務署（足立区）
- 葛飾税務署（葛飾区）
- 江戸川北税務署（江戸川区）
- 江戸川南税務署（江戸川区）
- 八王子税務署（八王子市）
- 立川税務署（立川市）
- 武蔵野税務署（武蔵野市）
- 青梅税務署（青梅市）
- 武蔵府中税務署（府中市）
- 町田税務署（町田市）
- 日野税務署（日野市）
- 東村山税務署（東村山市）

### 神奈川県
- 鶴見税務署（横浜市鶴見区）
- 横浜中税務署（横浜市中区）
- 保土ケ谷税務署（横浜市保土ケ谷区）
- 横浜南税務署（横浜市金沢区）
- 神奈川税務署（横浜市港北区）
- 戸塚税務署（横浜市戸塚区）
- 緑税務署（横浜市青葉区）
- 川崎南税務署（川崎市川崎区）
- 川崎北税務署（川崎市高津区）

- 川崎西税務署（川崎市麻生区）
- 横須賀税務署（横須賀市）
- 平塚税務署（平塚市）
- 鎌倉税務署（鎌倉市）
- 藤沢税務署（藤沢市）
- 小田原税務署（小田原市）
- 相模原税務署（相模原市中央区）
- 厚木税務署（厚木市）
- 大和税務署（大和市）

### 千葉県

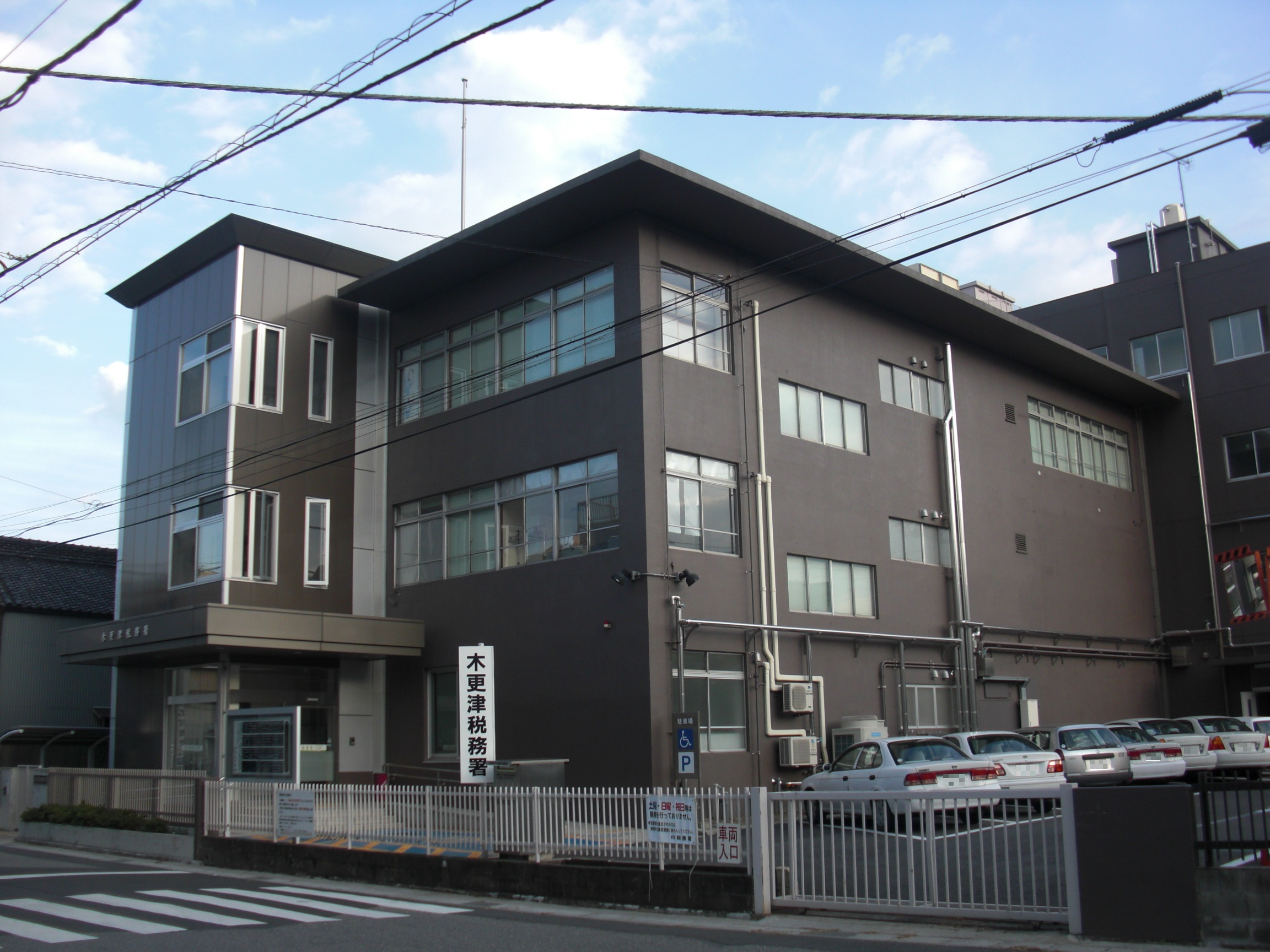
木更津税務署

- 千葉東税務署（千葉市中央区）
- 千葉南税務署（千葉市中央区）
- 千葉西税務署（千葉市花見川区）
- 銚子税務署（銚子市）
- 市川税務署（市川市）
- 船橋税務署（船橋市）
- 館山税務署（館山市）

- 木更津税務署（木更津市）
- 松戸税務署（松戸市）
- 佐原税務署（香取市）
- 茂原税務署（茂原市）
- 成田税務署（成田市）
- 東金税務署（東金市）
- 柏税務署（柏市）

### 山梨県
- 甲府税務署（甲府市）
- 山梨税務署 （山梨市）
- 大月税務署（大月市）
- 鰍沢税務署（南巨摩郡富士川町）

## 登場する作品
- マルサの女シリーズ(東宝・1987年 - 1988年)
- 税務調査官・窓際太郎の事件簿シリーズ（TBS・1998年 - ）
- チェイス〜国税査察官〜（2010年）
- ナサケの女〜国税局査察官〜（2010年）
- 東のエデン 劇場版II Paradise Lost（2010年）

## 不祥事
- 2013年（平成25年）2月6日 - 所得税の税務調査に関する資料を調査対象者に漏らしたとして、東京地検特捜部は元麻布税務署事務官を国家公務員法（守秘義務）違反の疑いで逮捕した[4]。4月11日、東京地方裁判所は元事務官に懲役1年6月、執行猶予3年を言い渡した。判決公判で裁判官は「女性と交際したいと考え職務上の秘密を漏らすなど、身勝手で思慮の浅い行為。公務員全体の信頼を損ねる犯行で、刑事責任は重い」と述べた[5]。判決によると、元事務官は2012年11月ごろ、税務調査を受けていたホステスの女性に3回にわたり所得税の税務調査に関する内部資料を渡したほか、芸能人などの税務資料を持ち出すなどした[5]。
- 2019年（平成31年）1月 - 査察部の男性査察官（33歳）が、犯則事件調査と無関係な妻名義のカード情報を入手しようと、「所得調査のため」などと記載した東京国税局長名義の照会文書2通を作成。カード会社2社に郵送し、2019年1～2月、各社に調査内容を回答させた。東京地検特捜部は4月26日、虚偽有印公文書作成・同行使と公務員職権乱用の罪で、在宅起訴。東京国税局は同日、男性査察官を懲戒免職処分にした。男性査察官は起訴内容のほか、2013年1月～2019年3月、勤務時間中に庁舎内のトイレや出張中の電車内で、スマートフォンで外国為替証拠金（FX）取引や仮想通貨取引を計1万3620回行っていた。職場のシステムで計63回にわたり、親族や知人数十人の税務申告情報を興味本位で閲覧した[6]。
- 2022年（令和4年）6月 - 国の持続化給付金をだまし取ったとして東京国税局職員の男ら7人が逮捕された。東京国税局職員の男ら7人は2019年、埼玉県の少年の事業収入が半分以上減ったと代理でうその申請をして、持続化給付金100万円を詐取した。大学生など10代の若者らに対し「給付金を申請して投資すれば儲かる」などと勧誘し、代理でうその申請を繰り返していた。グループの主犯メンバーが1人につき、20万円の手数料を得て、残りの80万円を暗号資産の投資に充てていたとみられている[7]。9月22日、東京国税局は職員の男を懲戒免職処分にした[8]。